# Nat & Dag
Nat & Dag var et gratis magasin i tabloidformat, der udkom første gang i 1992 ti gange om året i HT-området (København og den nordøstlige del af Sjælland) i et oplag på 85-100.000 eksemplarer og med et læsertal på 197.000. 
Magasinet havde søstermagasiner i Norge og Sverige, og var en del af Nöjesguiden Förlag, der var den første gratis byguide i Skandinavien (Sverige 1985).
Oplaget blev distribueret i samarbejde med Morgenavisen Jyllands-Posten, og blev uddelt til uddannelsesinstitutioner samt på stativer i bylivet hvor mange unge kom. 
I 2001 omkring magasinets 10 års jubilæum blev Nat & Dag samt søsterudgivelserne solgt til MediaNorth Group (det tidligere Aktivist Network), og i den sammenhæng valgte man at redesigne magasinet, gøre det landsdækkende, og hæve oplægget til 100.000 eksemplarer. 
Magasinet blev herefter opdelt i en ny vest-udgave, der blev produceret af en lokal redaktion i Aarhus, og udkom i Odense, Aarhus, Viborg, Silkeborg, Randers og Ålborg, mens den gamle øst-udgave stadig dækkede Hovedstadsområdet.
Samtidig blev samarbejdet med Jyllands-Posten indstillet, og man stod derefter selv for omdelingen.
Nat & Dags direktør Esben Trier fortsatte i sin stilling.
I dag er det kun Natt & Dag i Norge, der stadig udgives.